# Son Altesse Éminentissime
Pour les articles homonymes, voir Altesse.
Son Altesse Éminentissime (S.A.Ém.) est un prédicat honorifique hybride entre « Son Altesse » et « Son Éminence ». Il a été créé au XVIIIe siècle dans le Saint-Empire romain germanique pour le grand maître de l'ordre de Saint-Jean de Jérusalem, en tant que prince-électeur du Saint-Empire et, simultanément, cardinal (prince de l'Église).

## Histoire
C'est avec le dernier grand maître portugais de l'ordre de Saint-Jean de Jérusalem que ce traitement a été consolidé. En 1607, le grand maître de l'Ordre est élevé à la dignité de prince par le Saint-Empire romain germanique, ce qui lui donne le droit d'utiliser le traitement d'altesse, prérogative renforcée en 1620.
Par décret du pape Urbain VIII, en 1630, la dignité de grand maître est mise sur un pied d'égalité avec celle de cardinal, et il reçoit le qualificatif de « Éminentissime ». Antoine de Paule (56e grand maître) est le premier à porter ce prédicat qui perdure jusqu'en 1741, lorsque Manoel Pinto da Fonseca (68e grand maître) réunit les deux titres. 
Il est repris par l'ordre souverain de Malte, devenant « Son Altesse Éminentissime le prince et grand maître de l'ordre de Malte ».